# Batalla d'Erzurum
L'ofensiva d'Erzurum (en rus: Эрзурумское сражение, Erzurumskoe srazhenie; en turc: Erzurum Taarruzu) o batalla d'Erzurum (en turc: Erzurum Muharebesi) va ser una important ofensiva d'hivern de l'Exèrcit Imperial Rus de la campanya del Caucas, durant la Primera Guerra Mundial, que va portar a la presa de la ciutat estratègica d'Erzurum. Les forces otomanes, en les casernes d'hivern, van patir una sèrie de revessos inesperats que va conduir a una victòria dels russos.

## Antecedents
Després de la derrota en la batalla de Sarighamish, els otomans van intentar reorganitzar-se.
El genocidi armeni va convertir l'aprovisionament de les seves forces en un problema degut al fet que es va interrompre el comerç amb els armenis, que havien subministrat a l'exèrcit otomà. L'expulsió de soldats armenis en batallons de treball i les seves massacres va empitjorar encara més el problema. No obstant això, al llarg de 1915, els sectors del nord d'aquest front es van mantenir tranquils.
Alhora, el final de la campanya de Gal·lípoli va alliberar un nombre considerable de soldats otomans; es van designar vuit divisions otomanes de la campanya de Gal·lípoli al Front del Caucas. Nikolai Iudénitx, comandant de l'Exèrcit Rus del Caucas, ho sabia i creia que podia llançar una ofensiva abans que aquestes divisions estiguessin llestes per a la batalla. Tenia l'esperança de prendre l'estratègica fortalesa d'Erzurum, la més important de la zona després de Trebisonda. La dificultat d'aquesta campanya era que Erzurum estava protegida per una sèrie de fortaleses situades a les muntanyes properes a la ciutat.

## Les forces

### Les forces russes
Els russos tenien 130.000 soldats d'infanteria i 35.000 de cavalleria. A més, tenien 160.000 soldats a la reserva, 150 camions de subministrament, i 20 avions de l'esquadrilla aèria de Sibèria.

### Les forces otomanes
L'alt comandament otomà no va poder compensar les pèrdues de 1915, i estaven fent servir tots els recursos i mà d'obra en la campanya de Gal·lípoli. Els IX, X i XI Cossos no podien ser reforçats, i els 1r i 5è Cossos Expedicionaris van ser desplegats a la campanya de Mesopotàmia, que no va mostrar senyals d'acabar aviat. L'alt comandament otomà, reconeixent la difícil situació en els altres fronts, va decidir que aquesta regió era d'importància secundària.
El gener de 1916, les forces otomanes eren de 126.000 homes (només 50.539 eren soldats de combat). Hi havia 74.057 fusells, 77 metralladores i 180 peces d'artilleria. Molts canons que havien de defensar la ciutat havien estat traslladats a Gal·lípoli per contrarestar les forces britàniques. Les armes que havien quedat a la regió eren les armes més velles i en males condicions. Els soldats tampoc estaven en bones condicions perquè van patir una alimentació inadequada, com era típic de molts soldats otomans en aquest moment. Una altra font afirma que només havien 78.000 soldats en aquesta regió, potser associant el nombre de fusells amb els soldats reals.

## Les operacions
L'alt comandament otomà no esperava cap operació russa durant l'hivern. Mahmud Kâmil Paşa, comandant del 3r Exèrcit, estava en Istanbul, i el seu cap de personal, el coronel Felix Guse, estava en Alemanya. El general rus Iudénitx va llançar una gran ofensiva a l'hivern. A mig gener, hi havia neu dura que sovint s'acostava a 1 metre de gruix.

### Les línies de defensa
Els russos van decidir no confiar-se en el seu avantatge numèric i van planejar atacar a través d'una part feble de la línia del front.
El 10 de gener, l'ofensiva inicial es va dirigir contra el XI Cos. El primer combat es va efectuar al poble d'Azkani, en la cresta de la muntanya de Kara Urgan. En quatre dies, els russos van aconseguir passar a través del XI Cos. Les baixes del XI Cos van ser altes.
El 17 de gener, en la batalla de Köprüköy, les forces de Köprüköy (la ciutat principal en el camí cap a Erzurum) es van veure obligades a abandonar-la. El 18 de gener, les forces russes van lluitar en la batalla de Hasankale, una ciutat en el camí cap a Erzurum i la nova ubicació de la seu del 3r Exèrcit otomà. El 23 de gener es va lliurar la batalla de Kargabazar Dag. En tan sols una setmana, es va dissoldre la formació defensiva.
El 29 de gener, Mahmud Kâmil Paşa va tornar d'Istanbul. Va suposar que els russos no només atacarien a Erzurum, sinó que també renovarien l'ofensiva al flanc sud, al voltant del llac Van. Hınıs, que es troba més al sud, va ser presa el 7 de febrer per evitar l'arribada dels reforços Muş. Mahmud Kâmil va tractar d'enfortir les línies defensives; va portar la major part de les reserves otomanes i va desviar l'atenció lluny de l'atac decisiu al nord. El mateix dia, les forces russes van capturar Muş després de la batalla de Muş. Muş estava a 110 km d'Erzurum.
Entre l'11 i 12 de febrer, la cresta de Deve-Boyun, una important plataforma d'artilleria, va ser l'escenari d'intensos combats. Les columnes russes es van acostar per la carena de Kargapazar, al nord de la cresta de Deve-Boyun, que els otomans consideraven impracticable. El X Cos otomà vigilava aquest sector de la línia i el seu comandant havia posicionat les seves divisions perquè es donessin suport mútuament. Mahmud Kâmil tenia cinc divisions a la zona de la cresta Deve-Boyun, però van ser lentes per reaccionar davant el que estava passant al nord d'aquesta posició.

### La ciutat d'Erzurum
La fortalesa estava sota amenaça russa, tant des del nord com per l'est. Amb les victòries, l'exèrcit rus havia netejat els accessos a Erzurum. Ara, els russos estaven planejant prendre Erzurum, un bastió fortificat.
Erzurum era considerada com la segona ciutat millor defensada de l'Imperi Otomà. La fortalesa estava defensada per 235 peces d'artilleria. Les fortificacions de la ciutat la cobrien en un arc de 180° en dos anells. Hi havia 11 forts i bateries que cobrien la zona central. Els flancs estaven vigilats per un grup de dos forts en cada flanc. Al 3r Exèrcit otomà li mancaven soldats per col·locar-los de manera adequada al perímetre; a més, havia patit 10.000 baixes, 5.000 soldats van caure presoners dels russos i s'havien perdut 16 peces d'artilleria. 40.000 homes havien buscat refugi a la fortalesa d'Erzurum.
L'11 de febrer, els russos van començar a bombardejar les formacions fortificades al voltant d'Erzurum. Van esclatar intensos combats; els batallons otomans de 350 homes havien de defensar-se dels batallons russos de 1.000 homes. No van arribar reforços per als otomans assetjats. En tres dies, els russos van aconseguir arribar a la zona que domina la plana d'Erzurum, i en aquest moment va ser obvi per al comandament del 3r Exèrcit otomà que perdrien la ciutat. Les unitats otomanes van començar a retirar-se de les zones fortificades de la part davantera i també van evacuar Erzurum.
El 12 de febrer, els russos van prendre el Fort Kara-gobek. El 13 de febrer, els russos van continuar els seus atacs. El 14 de febrer, es va capturar Fort Tafet i els russos van penetrar a través dels dos anells de les defenses de les ciutats. El 15 de febrer, van ser evacuats els forts restants que envoltaven Erzurum.
D'hora del matí del 16 de febrer, els cosacs russos van ser els primers a entrar a la ciutat. Les unitats otomanes s'havien retirat amb èxit i van evitar cèrcol, però les baixes ja eren altes. Els russos van capturar 327 peces d'artilleria. Les unitats de suport del 3r Exèrcit i al voltant de 250 ferits que estaven a l'hospital d'Erzurum van ser fets presoners.
Un reconeixement aeri va revelar que els otomans es retiraven. Mentrestant, les restes del X i XI Cos va establir una altra línia defensiva, a 8 km a l'est d'Erzurum.

## Conseqüències

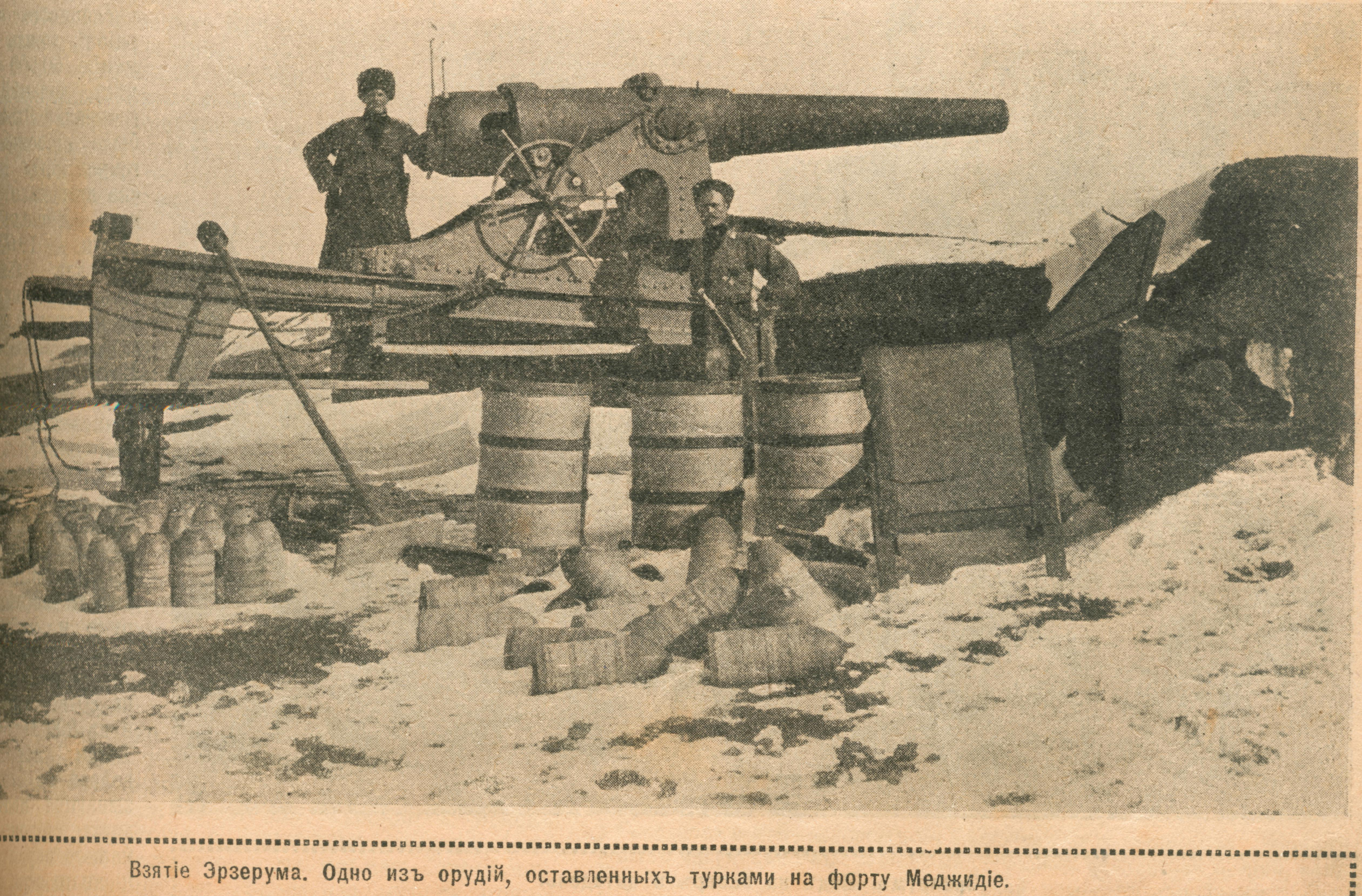
Soldats russos al davant de canons otomans capturats

Durant la presa de la ciutat, els russos van capturar 9 banderes, 327 canons, i van fer 5.000 presoners. Els otomans van perdre prop de 10.000 homes entre morts i ferits; en general, durant tota la campanya, van perdre més de 17.000 soldats.
Russos van perdre 1.000 morts, 4.000 ferits, i 4.000 van patir els efectes de la congelació.
L'Imperi Otomà no va tenir l'oportunitat de gaudir de la victòria de la campanya de Gal·lípoli. La pèrdua d'Erzurum va canviar l'atmosfera en un instant. El V Cos (format per la 10a i 13a divisió) es va retirar de Gal·lípoli. El 27 de febrer, Mahmud Kâmil va ser substituït per Vehip Paşa. Erzincan es va convertir en la nova ubicació del quarter general. En aquell moment, el 3r Exèrcit només tenia 25.500 homes, 76 metralladores i 86 peces d'artilleria preparats per al combat. Com a resultat addicional de la campanya d'Erzurum, Trebisonda va caure a l'abril.
A causa de la captura d'Erzurum, l'avanç otomà cap al Canal de Suez i Egipte es va aturar, i la força expedicionària britànica a Mesopotàmia va guanyar més llibertat d'acció.

## En la literatura
La batalla d'Erzurum forma el clímax de la novel·la «Greenmantle», de John Buchan.